# تاکاشی کاوامورا (سیاستمدار)
تاکاشی کاوامورا ((به ژاپنی:河村 たかし) (به انگلیسی: Kawamura Takashi), (زادهٔ ۳ نوامبر ۱۹۴۸)) سیاستمدار ژاپنی است که از اکتبر ۲۰۲۴ به عنوان عضو مجلس نمایندگان حوزه دائرة انتخاباتی آیچی ۱ خدمت می‌کند؛ پستی که پیش از این از ۱۹۹۳ تا ۲۰۰۹ به آن اشتغال داشت. پیش از این، او به عنوان ۳۵امین شهردار ناگویا از ۲۰۰۹ تا ۲۰۲۴ خدمت کرده بود. کاوامورا در حال حاضر معاون رهبر حزب محافظه‌کار ژاپن است و همچنین بنیان‌گذار و رهبر حزب منطقه‌ای کاهش مالیات ژاپن مستقر در ناگویا می‌باشد.
رفتارهای کاوامورا شهرت خاصی برای او در خارج از ناگویا به همراه داشته است، اما رای‌دهندگان محلی او را به عنوان نماینده‌ای از فرهنگ منحصر به فرد ناگویا می‌بینند که همواره به زبان محلی خاص خود (گویش ناگویا) صحبت می‌کند. تا سال ۲۰۲۱، او ۴ دوره به عنوان شهردار انتخاب شده است و ۱۲ عضو از حزب کاهش مالیات ژاپن در شورای شهر ناگویا حضور دارند.
کاوامورا کشتار نانجینگ را انکار کرده است.

## زندگی‌نامه

### خانواده
خانواده کاوامورا از کوده‌کیمچی در ناحیه هیگاشی ناگویا هستند. پدر کاوامورا، کانه‌او، در جنگ دوم چین و ژاپن (۱۹۳۷–۱۹۴۵) به عنوان گروهبان (伍長) در دسته ۱۰۱، که بخشی از ارتش اعزامی شانگهای بود، در نبرد نانجینگ شرکت کرد. پس از پایان جنگ در اوت ۱۹۴۵، او تا ژانویه ۱۹۴۶ در معبد کیشیا خارج از نانجینگ ماند و در مارس همان سال به ژاپن بازگشت. در سال ۱۹۴۸، کانه‌او کسب‌وکار خانوادگی بازیافت کاغذ را راه‌اندازی کرد که همچنان ادامه دارد.

### تحصیلات
کاوامورا در سال ۱۹۶۷ از دبیرستان عالی آساهیگااوکا در استان آیچی فارغ‌التحصیل شد، جایی که عضو باشگاه بدمینتون بود. پس از یک سال مطالعه برای بهبود نمرات آزمون خود، در سال ۱۹۶۸ به دانشگاه هیتوتسوباشی پذیرفته شد و در آنجا در رشته کسب‌وکار تحصیل کرد. او در سال ۱۹۷۲ فارغ‌التحصیل شد. پس از فارغ‌التحصیلی، به کسب‌وکار خانوادگی پیوست و به تدریج به سمت مدیرعامل رسید. در نهایت در سال ۲۰۰۲ این سمت را به پسر بزرگش واگذار کرد.

### آرزوی شغلی در حوزه حقوق
از سال ۱۹۷۷، کاوامورا به دنبال شغلی در حوزه حقوق بود و به مدت ده سال در مدرسه شبانه کالج حقوق چوکیو تحصیل می‌کرد. او در این دوران دروس تفسیر قوانین و مدیریت دولتی را مطالعه کرد. پس از تلاش‌های متعدد، کاوامورا برای ورود به آزمون وکالت، که میزان قبولی آن بین ۱۰ تا ۱۵ درصد بود، در چهار مرحله اول آن قبول شد. با این حال، او نتوانست در مرحله دوم آزمون موفق شود. در نهایت، او تصمیم خود را تغییر داد و وارد عرصه سیاست شد. ابتدا به حزب سوسیالیست دموکراتیک ژاپن پیوست و به عنوان دبیر ایکو کاسوگا مشغول به کار شد، اما به دلیل اختلافات با برخی از اعضای حزب، از آنجا کناره‌گیری کرد.

### فعالیت سیاسی

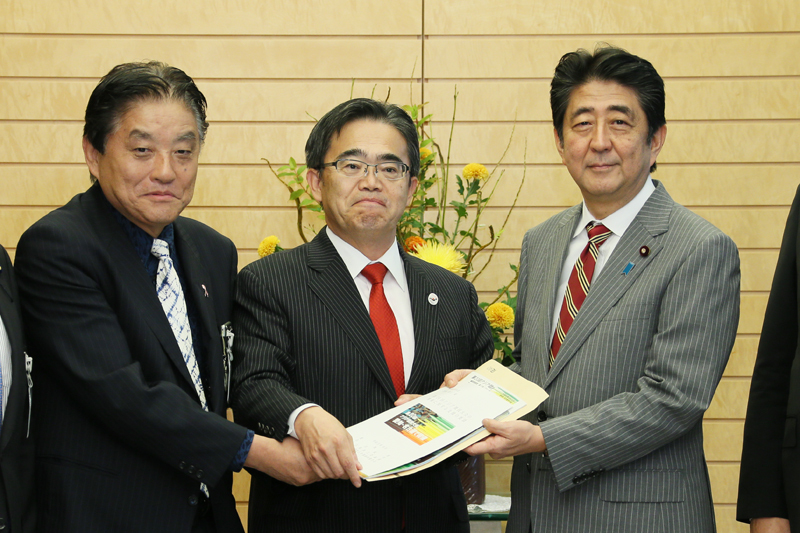
کاوامورا و هیدئاکی اومورا و شینزو آبه (در اقامتگاه رسمی نخست‌وزیر ژاپن در ۲۱ اکتبر ۲۰۱۶)

کاوامورا در سال ۱۹۹۳ به عنوان نماینده از حزب جدید ژاپن تحت رهبری موریهرو هوسوکاوا انتخاب شد. او پس از آن که از سمت خود در مجلس نمایندگان استعفا داد، برای شهردار ناگویا نامزد شد و در آوریل ۲۰۰۹ به این سمت انتخاب شد.
در ۶ فوریه ۲۰۱۱، او با پیروزی قاطعانه‌ای دوباره به عنوان شهردار ناگویا انتخاب شد و سه برابر بیشتر از رقیب خود از حزب دموکراتیک ژاپن رأی آورد. در همین زمان، سه‌چهارم رای‌دهندگان از رفراندومی برای انحلال شورای کنونی ناگویا حمایت کردند، چرا که کاوامورا با شورای شهر بر سر مسائلی چون فدرالیسم و کاهش برخی مزایای مالی و بازنشستگی اعضای شورا که برای کاهش هزینه‌های مالیاتی به نفع مردم بود، درگیر شده بود.
در سال ۲۰۰۹، شهردار کاوامورا اعلام کرد که قصد دارد برج‌های اصلی قلعه ناگویا را که در جنگ جهانی دوم تخریب شده بودند، به‌طور کامل با چوب بازسازی کند، همان‌طور که در ساختار اصلی آن بوده است.
کاوامورا در آوریل ۲۰۲۱ برای دوره پنجم خود به عنوان شهردار ناگویا انتخاب شد، در حالی که درگیر یک رسوایی مربوط به کمپین فراخوان برکناری هیدئاکی اومورا، فرماندار آیچی بود.